# Pálmakakadu
A pálmakakadu (Probosciger aterrimus), korábban arakakadu, a madarak osztályának a papagájalakúak (Psittaciformes) rendjéhez és a kakadufélék (Cacatuidae) családjához tartozó Probosciger nem egyetlen faja.

## Származása, elterjedése
Az Indonéziához tartozó Aru- és Misool szigeteken, Új-Guineában, a Torres-szoros szigetein és Ausztrália északkeleti részén, a York-félszigeten honos.

## Alfajai
- Probosciger aterrimus aterrimus - a törzsalak
- Probosciger aterrimus goliath - nagyobb és sötétebb a tollazata.
- Probosciger aterrimus macgillivrayi
- Probosciger aterrimus stenolophus - bóbitája erősebb és keskenyebb.

## Megjelenése
A korábbi "arakakadu" nevet az ara papagájokéhoz hasonló, csupasz pofafoltjáról kapta, a jelenlegi "pálmakakadu" nevet pedig azért, mert hatalmas csőrével még a pálmadiót is fel tudja törni.
Testhossza 55–75 cm, testtömege 900-1000 gramm. Az alapszíne szürkésfekete, homloka és kantárja fekete és csupasz pofafoltja vörös; színe dürgés idején rikító skarlátvörös, más időszakokban jóval fakóbb. (A rossz körülmények között tartott madár színei ugyancsak elhalványulnak.) Bóbitája erős, bozontos, ugyancsak fekete. A tojó valamivel kisebb, mint a hím.
|  |  |

## Életmódja, élőhelye
Új-Guineában a trópusi esőerdő övezetben, Ausztráliában az esőerdő- és az eukaliptuszövezet határán fordul elő.
Magányosan, párban vagy egészen kis csoportban él. Többnyire naphosszat a fák koronájának legmagasabb pontján ül vagy a lombok felett röpköd. Általában rövid távolságokat repül; a szárnycsapásokat siklórepüléssel szakítja meg.
Pálmadióval, magvakkal, gyümölcsökkel, rügyekkel, bogyókkal táplálkozik. Ezeket a fák ágai közt vagy a földről szerzi; a rovarlárvákat a fát odvaiból, kisebb üregekből szedegeti ki.
Hívójele rendszerint kéttagú füttyentés. Vészjele erős, szaggatott rikácsolás.

### Szaporodása
Fák odvába készíti fészkét ágak felhasználásával. az odú többnyire igen magasan van, a pár előszeretettel használja ugyanazt az odút éveken át. Fészkelési ideje mintegy 110 nap. A fészekalja egyetlen tojás, amelyen a tojó 28-35 napig kotlik — ezalatt a hím eteti. Kikelés után mintegy 95-110 nappal repül ki. A hím nem megy be az odúba, hanem kívülről eteti a tojót.

## Természetvédelmi helyzete
Szigorúan védett, a CITES I. osztályába sorolt madár; csak állatkertek tarthatják.
Összehangolt tenyésztéssel próbálják meg megmenteni a fajt a teljes kipusztulástól. Európában az Európai Állatkertek és Akváriumok Szövetsége felügyelete alá tartozó Európai Veszélyeztetett Fajok Programja (EEP) keretében tenyésztik a faj egyedeit.